# Henri Queuille
Pour les articles homonymes, voir Queuille.
Henri Queuille, né le 31 mars 1884 à Neuvic (Corrèze) et mort le 15 juin 1970 à Paris, est un homme politique français.
Membre du Parti radical-socialiste, plusieurs fois ministre sous la IIIe République, notamment à l'Agriculture, il fut trois fois président du Conseil sous la IVe République.

## Biographie

### Années de jeunesse
Henri Queuille naît à Neuvic où son père est pharmacien et maire adjoint. Orphelin de père à l'âge de 11 ans, il est élève boursier au lycée de Tulle et décroche son baccalauréat à 18 ans. Il fait ensuite ses études de médecine à Paris, où il se lie d'amitié avec Georges Duhamel, également médecin. À 20 ans, il fonde le syndicat des gorges de la Dordogne QEB qui édite des cartes postales et des brochures pour le tourisme.
À 24 ans, après la mort de sa mère en 1908, il s'installe comme médecin généraliste à Neuvic. Il devient un acteur politique local très engagé dans le parti radical-socialiste et fait figure de « rouge » pour ses détracteurs.
Il est élu maire de Neuvic en 1912, conseiller général du canton de Neuvic en 1913 et député de la circonscription d'Ussel en 1914.

### Engagé volontaire pendant la Première Guerre mondiale
Volontaire, dès le début de la Première Guerre mondiale, il est affecté comme médecin aide-major à l'hôpital de Baccarat. En septembre 1916 lui est décernée la croix de guerre avec citation, seule décoration qu'il porte. Il participe à la bataille de Verdun et à la bataille de la Somme.

### Un ministre de l'entre-deux-guerres

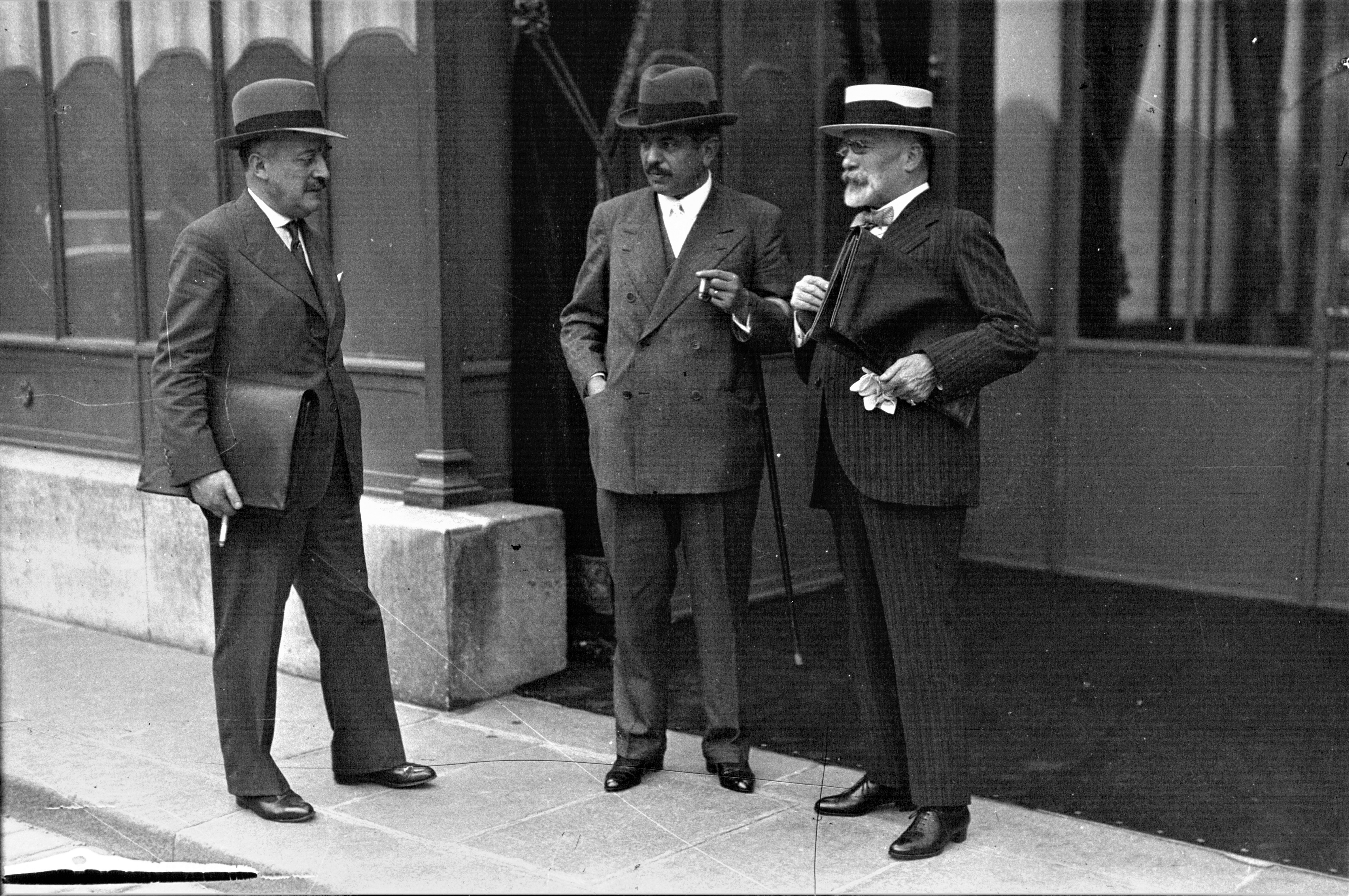
De gauche à droite : Henri Queuille, Pierre Laval et Louis Barthou lors d'un conseil des ministres en 1934.

Élu député de la Corrèze dès 1914, il va être réélu à quatre reprises sous l'étiquette radical-socialiste, jusqu'aux élections de 1936 auxquelles il ne se participera pas et qui verront le communiste Marius Vazeilles lui succéder temporairement. Il redeviendra parlementaire après guerre en 1946. En 1935, il devient sénateur de la Corrèze en succédant à ce poste à Henry de Jouvenel, décédé cette année-là. Sur le plan local, outre son mandat de maire de Neuvic, il accède, à partir de 1921, à la présidence du conseil général de la Corrèze, poste qu'il occupera jusqu'en 1940.
Queuille est sous-secrétaire d’État à l'Agriculture en 1920, puis nommé secrétaire d'État ou ministre à plusieurs reprises : Agriculture en 1924-1925, 1926-1928, 1930, 1932-1933, 1933 (1), 1933 (2), 1933-1934, 1934 (1), 1934 (2), 1938-1940, Santé publique en 1930-1931, 1934-1935, PTT en 1932, Travaux publics en 1937-1938. Au titre de cette dernière fonction, il met en œuvre et applique la nationalisation des chemins de fer amorcée antérieurement. La création sans heurt de la SNCF, dans des délais très courts, à l'issue de négociations délicates avec les compagnies, vaut à Queuille l'hommage public du président du Conseil, Camille Chautemps, et les félicitations de Léon Blum. Il est président de la Confédération nationale de la mutualité, de la coopération et du crédit agricole de 1935 à 1959.
L'inamovible ministre de l'Agriculture durant l'entre-deux-guerres n'en est pas moins pris dans la tourmente, en 1933, de l’un des plus gros scandales politico-financiers de l’époque : « l’affaire Stavisky ».

### Seconde Guerre mondiale: ralliement au général de Gaulle
Ministre du Ravitaillement en 1940 dans le gouvernement Paul Reynaud, il participe comme sénateur au congrès de Vichy le 10 juillet 1940. Il s'abstient lors de l'octroi des pleins pouvoirs constituants à Philippe Pétain et se retire à Neuvic, où il fonde une entreprise de charbon de bois, destinée à alimenter les gazogènes.
Le 16 juillet 1941, il est révoqué de sa fonction de maire de Neuvic par le régime de Vichy. Pendant son séjour clandestin à Neuvic en décembre 1942, Claude Hettier de Boislambert l'informe que le général Charles de Gaulle attache une grande importance à son ralliement. Après l'échec d'une première tentative d'exfiltration, il réussit, en avril 1943, à gagner Londres à bord d'un avion Lysander de la RAF. Quelques jours après son arrivée, il lance à la BBC un appel à la Résistance destiné aux paysans de France.
En novembre 1943, Queuille est nommé commissaire d'État du Comité français de libération nationale. Il en assume également la vice-présidence. En juin 1944, il devient ministre d'État du premier gouvernement provisoire de la République et, à ce titre, assure l'intérim de la présidence pendant les absences du général de Gaulle. Après la Libération, il se retire en Corrèze et refuse de continuer aux côtés de Charles de Gaulle, signe d'une faille entre les deux hommes. Il est battu aux élections législatives de 1945 pour la première et seule fois de sa carrière, mais il redevient maire de Neuvic.
Favorable au rétablissement des institutions républicaines, Queuille se consacre, dans les mois qui suivent la Libération, au relèvement et à la réorganisation du parti radical, durement éprouvé par la guerre et l'occupation.
La Seconde Guerre mondiale confronte Queuille et Edmond Michelet aux mêmes défis, chacun à sa mesure. Les deux Corréziens ne retrouvent leur pays qu’à la fin de la guerre, à près d’un an d’intervalle. La reconstruction de la vie politique locale va mettre face à face Queuille et Michelet au fur et à mesure des scrutins qui jalonnent l’immédiat après-guerre.
Henri Queuille est fidèle à la mémoire des martyrs du massacre de Tulle par la 2e division SS « Das Reich » le 9 juin 1944.

### Président du Conseil sous laIVeRépublique
Il retrouve son siège au palais Bourbon de 1946 à 1958. Il fait partie des gouvernements successifs de 1948 à 1954 en tant que Président du conseil ou bien ministre d'État en 1948 (cabinet Marie) et en 1951-1952 (cabinet Pleven), ministre des Travaux publics en 1948 (cabinet Schuman), ministre de l'Intérieur en 1950-1951 (cabinet Pleven puis dans son propre gouvernement), vice-président du Conseil en 1949-1950 (cabinet Bidault) et en 1952-1954 (cabinets Pinay, Mayer, Laniel).
Il exerce les fonctions de président du Conseil des ministres à trois reprises, dirigeant les coalitions de la Troisième Force, entre les communistes et les gaullistes :
- du 11 septembre 1948 au 5 octobre 1949 : voir gouvernement Henri Queuille (1), 
succédant à Robert Schuman (2e gouvernement), et étant à son tour remplacé par Georges Bidault (2e gouvernement) ;
- du 2 juillet 1950 au 4 juillet 1950 : voir gouvernement Henri Queuille (2), 
succédant à Georges Bidault (3e gouvernement), et étant à son tour remplacé par René Pleven (1er gouvernement) ;
- du 10 mars 1951 au 10 juillet 1951 : voir gouvernement Henri Queuille (3), 
succédant à René Pleven (1er gouvernement), et étant à son tour remplacé par René Pleven (2 gouvernement).

Alors qu'il est chef du gouvernement, la France signe le traité de l'Atlantique nord et engage avec Robert Schuman, le processus de la construction Européenne. Comme ministre de l'Intérieur, il fait voter la loi des apparentements destinée à freiner l'essor du Rassemblement du peuple français et à réduire l'influence des communistes. Il est aussi ministre du Tourisme.
Ses problèmes de santé ont pratiquement mis fin à sa carrière ministérielle à la fin des années 1950. Mieux portant, il aurait facilement succédé à Vincent Auriol à la présidence de la République[réf. nécessaire]. En décembre 1953, alors qu'à Versailles l'élection du nouveau chef de l'État s'éternisait, beaucoup espéraient qu'il finirait par se présenter pour sortir l'Assemblée de l'impasse. Il préfère s'abstenir et vit encore plus de 16 ans.
En 1956, en désaccord avec Pierre Mendès France, il quitte le parti radical-socialiste et fonde, avec l'aile droite de ce dernier, le Centre républicain, dirigé par le maire de Nantes, André Morice. En mai 1958, il s'oppose au retour de De Gaulle et appelle à voter contre le projet de constitution de la Ve République en septembre 1958. Il ne se représente pas aux élections législatives qui suivent et soutient le candidat socialiste SFIO, François Var, qui est élu à son siège. Queuille, qui avait distribué tellement de médailles, refuse la Légion d'honneur pour lui-même, et à part la Croix de guerre, il n'accepte que celle de la Société nationale d'horticulture de France.

## Bilan d'une longue carrière politique

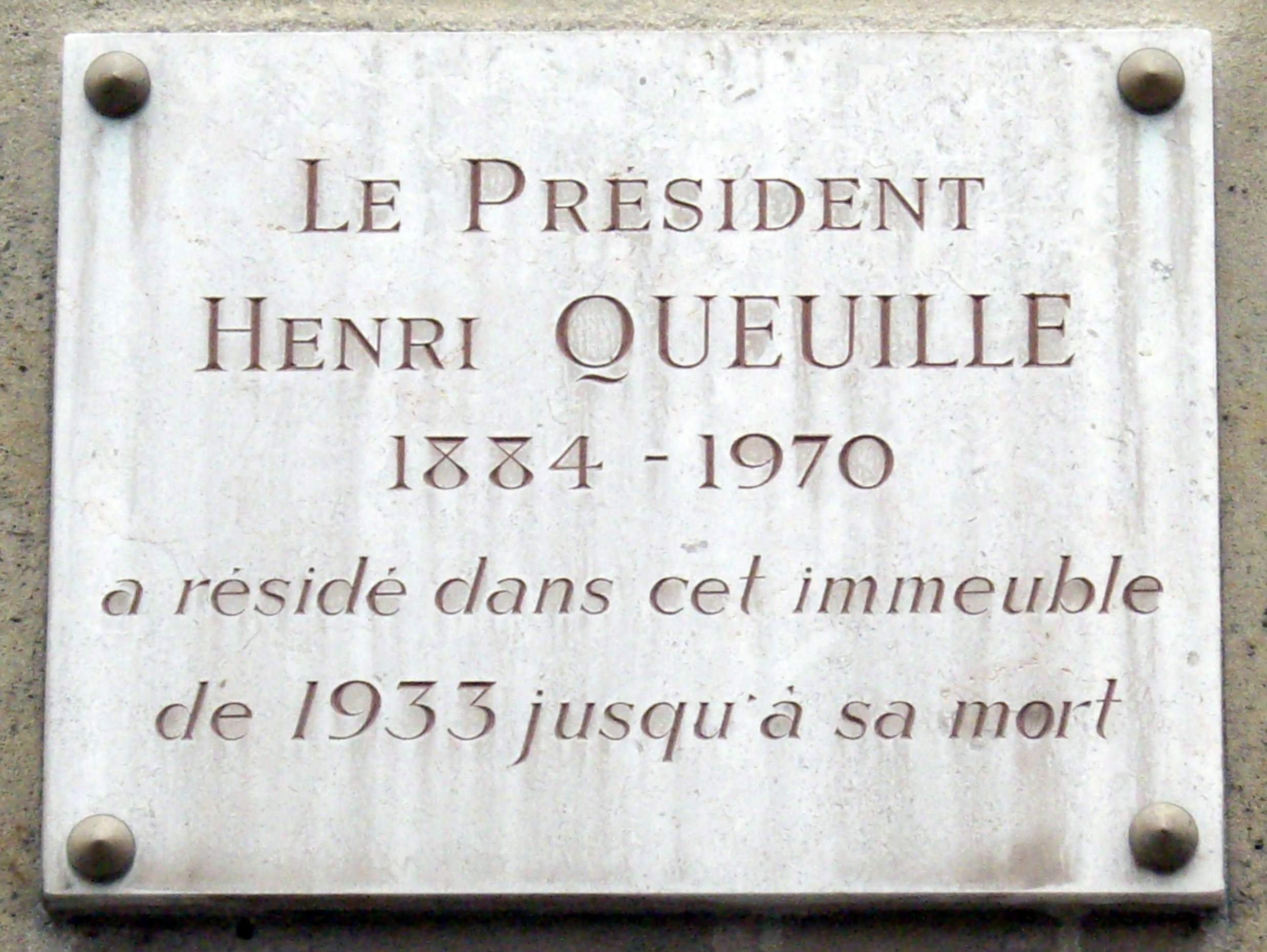
Plaque commémorative à son domicile au no 100 de la rue du Cherche-Midi à Paris.

En raison de sa longue carrière politique, l'homme ayant été vingt et une fois ministre sous la IIIe et la IVe Républiques, et des formules lapidaires qu'il a pu avoir sur l'exercice du pouvoir, Queuille, « le petit père Queuille », comme on le surnommait, a fini par devenir le symbole de l'inefficacité et du discrédit de la IVe République, empêtrée dans le régime des partis et, plus généralement, d'une certaine conception de la politique placée sous le sceau de l'impuissance fataliste et cynique. On lui prête la célèbre phrase : « Il n'est aucun problème assez urgent en politique qu'une absence de décision ne puisse résoudre. ».
Il est également le symbole de l'amabilité, de la simplicité, d'une honnêteté scrupuleuse, de la proximité avec ses concitoyens et d'une fidélité permanente à l'humanisme radical socialiste et à la République, ce qui l'amena à prendre des positions tranchées pas toujours dans l'air du temps.
Malgré les jugements politiques qui deviennent des vérités, il reste de Queuille :
- la SNCF ;
- la première tentative d'homologation des pesticides ;
- un soutien permanent à la mécanisation agricole et à l'électrification rurale ;
- la création de ce qui deviendra la cinémathèque du ministère de l'Agriculture ;
- la création de la caisse nationale de Crédit agricole ;
- la création du génie rural ;
- le grand développement de l'industrie du froid ;
- le reboisement ;
- l'essor du tourisme en Corrèze.

Il faut ajouter qu'il n'était nullement impopulaire : quand, avant l'élection présidentielle de 1953, l‘Almanach du Combattant organisa un sondage auprès de ses lecteurs pour savoir quel homme politique ils souhaitaient voir à l'Élysée, Queuille arriva très largement en tête. Évidemment, beaucoup d'anciens combattants et résistants souhaitaient que fût élu un des leurs.
Les présidents de la République Jacques Chirac et François Hollande ont été dépeints comme des héritiers, chacun dans son style, du « père Queuille ».

## Hommage et distinctions

### Décorations
- Médaille de la Résistance française avec rosette (16 janvier 1947)[7]

### Reconnaissances
- En hommage à sa présence à la présidence de la société nationale d'horticulture de France, une variété de roses (obtention Gaujard, 1952) qui se nomme « Président Henri Queuille ».
- Le 4 mai 1982, le président de la République, François Mitterrand, se rend à Neuvic (Corrèze), pour l'inauguration du musée départemental de la Résistance Henri-Queuille[8], en présence de Jacques Chirac, alors député de Corrèze et maire de Paris[9]. Ce site est labellisé « Maison des Illustres » en 2013[10].
- Une statue d'Henri Queuille est érigée à Neuvic, sur la place Henri-Queuille.

## Fonctions gouvernementales
- Sous-secrétaire d'État à l'Agriculture dans le gouvernement Alexandre Millerand (1) du 20 janvier au 18 février 1920
- Sous-secrétaire d'État à l'Agriculture dans le gouvernement Alexandre Millerand (2) du 18 février au 24 septembre 1920
- Sous-secrétaire d'État à l'Agriculture dans le gouvernement Georges Leygues du 24 septembre 1920 au 16 janvier 1921
- Ministre de l'Agriculture dans le gouvernement Édouard Herriot (1) du 14 juin 1924 au 17 avril 1925
- Ministre de l'Agriculture dans le gouvernement Édouard Herriot (2) du 19 au 23 juillet 1926
- Ministre de l'Agriculture dans le gouvernement Raymond Poincaré (4) du 23 juillet 1926 au 11 novembre 1928
- Ministre de l'Agriculture dans le gouvernement Camille Chautemps (1) du 21 février au 2 mars 1930
- Ministre de la Santé publique dans le gouvernement Théodore Steeg du 13 décembre 1930 au 27 janvier 1931
- Ministre des Postes, Télégraphes et Téléphones dans le gouvernement Édouard Herriot (3) du 3 juin au 18 décembre 1932
- Ministre de l'Agriculture dans le gouvernement Joseph Paul-Boncour du 18 décembre 1932 au 31 janvier 1933
- Ministre de l'Agriculture dans le gouvernement Édouard Daladier (1) du 31 janvier au 28 octobre 1933
- Ministre de l'Agriculture dans le gouvernement Albert Sarraut (1) du 26 octobre au 26 novembre 1933
- Ministre de l'Agriculture dans le gouvernement Camille Chautemps (2) du 26 novembre 1933 au 30 janvier 1934
- Ministre de l'Agriculture dans le gouvernement Édouard Daladier (2) du 30 janvier au 9 février 1934
- Ministre de l'Agriculture dans le gouvernement Gaston Doumergue (2) du 9 février au 8 novembre 1934
- Ministre de la Santé publique et de l'Éducation physique dans le gouvernement Pierre-Étienne Flandin (1) du 8 novembre 1934 au 1er juin 1935
- Ministre des Travaux publics dans le gouvernement Camille Chautemps (3) du 22 juin 1937 au 18 janvier 1938
- Ministre des Travaux publics dans le gouvernement Camille Chautemps (4) du 18 janvier au 13 mars 1938
- Ministre de l'Agriculture dans le gouvernement Édouard Daladier (3) du 10 avril 1938 au 11 mai 1939
- Ministre de l'Agriculture dans le gouvernement Édouard Daladier (4) du 11 mai 1939 au 13 septembre 1939
- Ministre de l'Agriculture dans le gouvernement Édouard Daladier (5) du 13 septembre 1939 au 20 mars 1940
- Ministre du Ravitaillement dans le gouvernement Paul Reynaud du 21 mars 1940 au 16 juin 1940
- Commissaire d'État chargé des Territoires libérés dans le gouvernement Charles de Gaulle (1) du 26 août au 10 septembre 1944
- Ministre d'État dans le gouvernement André Marie du 26 juillet au 5 septembre 1948
- Ministre des Travaux Publics, des Transports et du Tourisme dans le gouvernement Robert Schuman (2) du 5 septembre au 11 septembre 1948
- Président du Conseil du 12 septembre 1948 au 28 octobre 1949
- Vice-président du Conseil dans le gouvernement Georges Bidault (2) du 29 octobre 1949 au 7 février 1950
- Vice-président du Conseil et ministre de l'Intérieur dans le gouvernement Georges Bidault (3) du 7 février au 2 juillet 1950
- Président du Conseil et ministre de l'Intérieur du 2 au 12 juillet 1950
- Ministre de l'Intérieur dans le gouvernement René Pleven (1) du 12 juillet 1950 au 10 mars 1951
- Président du Conseil et ministre de l'Intérieur du 10 mars au 10 juillet 1951
- Ministre d'État dans le gouvernement René Pleven (2) du 11 août 1951 au 20 janvier 1952
- Vice-président du Conseil et ministre d'État dans le gouvernement Edgar Faure (1) du 20 janvier au 8 mars 1952
- Vice-président du Conseil et ministre d'État dans le gouvernement Antoine Pinay du 8 mars 1952 au 8 janvier 1953
- Vice-président du Conseil dans le gouvernement René Mayer du 8 janvier au 28 juin 1953
- Vice-président du Conseil dans les gouvernements Joseph Laniel (1) et (2) du 28 juin 1953 au 19 juin 1954

## Publications
- Journal de guerre, 7 septembre 1939-8 juin 1940, texte présenté et annoté par Isabel Boussard, Limoges, PULIM, 1993  (ISBN 291001603X et 9782910016036), lire en ligne sur Google Livres (aperçu)
- Journal de guerre Londres-Alger, avril 1943-juillet 1944, présenté et annoté par Hervé Bastien et Olivier Dard, préface de Serge Berstein, Plon/Fondation Charles de Gaulle, 1995  (ISBN 2259182054 et 9782259182058)

## Généalogie
Son fils Pierre-François Queuille (1911-1995), fut diplomate, ambassadeur en Malaisie et auteur d'ouvrages d'histoire de la diplomatie française.

#### Ouvrages
- Denis Faugeras, Henri Queuille et le Front Corrézien (1934-1938), étude universitaire, éditions du CERPP, 1986.
- Francis de Tarr, Henri Queuille en son temps (1884-1970), biographie, éditions de la Table ronde, 1995.
- Denis Faugeras, La République corrézienne (1871-1946), étude historique, éditions du CERPP, 2 vol., 2004.
- Jean-Michel Valade, 100 ans en Corrèze : chronique au fil du siècle 1901-2000, éditions Gestes, 2012.

#### Colloques scientifiques
- « Henri Queuille et la Corrèze », Tulle, le 18 juin 1984, organisé par les Amitiés Henri-Queuille et par la Société d'histoire du radicalisme (actes publiés à Limoges en 1986).
- Pierre Delivet et Gilles Le Béguec (dir.), « Henri Queuille et la République », journée organisée par les Amitiés Henri-Queuille (actes publiés à Limoges en 1987 et préfacés par le président François Mitterrand), Paris, 1987, 312 p., présentation en ligne.
- « Henri Queuille, le radicalisme et le monde rural », Tulle, 9 octobre 2010, journée organisée par la Société des lettres, sciences et arts de la Corrèze, le conseil départemental et le musée départemental de la Résistance Henri-Queuille de Neuvic.

#### Mémoire de maîtrise
- Stéphane Broquet, « Henri Queuille et le Parlementarisme de la IVe République », 2002.

#### Articles de revues
- Stéphane Broquet, « Concevoir le pouvoir législatif autrement, Henri Queuille et le Parlement », Revue des lettres, sciences et arts de la Corrèze, tome 106, 2003, p. 29-47.
- Francis de Tarr, « Henri Queuille », Revue des lettres, sciences et arts de la Corrèze, tome 107, 2004.
- Stéphane Broquet, « Entretien avec Monsieur Pierre Delivet », Revue des lettres, sciences et arts de la Corrèze :
  - Partie 1, tome 107, 2004, p. 83-104.
  - Partie 2, tome 108, 2005-2006, p. 91-111.